# (32048) Kathyliu
2000 JM31 (asteroide 32048) é um asteroide da cintura principal. Possui uma excentricidade de 0.17071060 e uma inclinação de 1.49388º.
Este asteroide foi descoberto no dia 7 de maio de 2000 por LINEAR em Socorro.